# Rapimento alieno di Allagash
Per rapimento alieno di Allagash si intende un caso di presunto rapimento alieno, verificatosi nel 1976 negli Stati Uniti d'America, che ha coinvolto quattro giovani campeggiatori.

## L’incidente
Il 24 agosto 1976 quattro giovani uomini si trovavano in campeggio nella zona di Allagash, nello stato del Maine. I quattro, i fratelli Jack e Jim Weiner, Charlie Foltz e Chuck Rak, erano studenti del Massachusetts College of Art, recatisi nella zona in cerca di paesaggi da dipingere. 
Nella tarda serata, i quattro amici decisero di andare in canoa sul lago per pescare. All’improvviso videro in cielo una strana luce bianca che si muoveva; ad un certo punto la luce si avvicinò e si fermò sopra gli alberi, ad un centinaio di metri da loro, rivelandosi per un oggetto luminoso circolare. Secondo il racconto dei giovani campeggiatori, l’oggetto aveva un diametro di circa 25 metri e cominciò a cambiare colore passando dal bianco al verde, al rosso e quindi al giallo chiaro. Spaventati, i quattro decisero di tornare subito a riva; dall’oggetto partì un fascio di luce che li avvolse. I quattro si ritrovarono distesi in riva al lago, senza ricordare come fossero tornati a riva; guardando l’orologio, si accorsero che dal momento dell’avvistamento erano passate due ore. Sentendosi stanchi, andarono a dormire. L’indomani rientrarono a casa e tornarono alla loro vita normale. 

## Eventi successivi
Qualche anno dopo, Jim Weiner ebbe un incidente d’auto, dopo il quale cominciò ad avere incubi terrificanti, in cui vedeva mostri con grandi teste e lunghe braccia. Raccontò la cosa ai suoi amici, che cominciarono ad avere incubi simili. Ne parlò con un medico, chiedendogli se la cosa poteva spiegarsi con gli studi di John Mack sui rapimenti alieni, ma il professionista reagì con scetticismo. Nel 1988 Jim andò ad una conferenza sugli UFO tenuta dall’ufologo Raymond Fowler; raccontò l’episodio al conferenziere, che lo indirizzò ad uno specialista di ipnosi. Jim parlò con gli altri, quindi i quattro accettarono di sottoporsi ad ipnosi regressiva, da cui risultò che erano stati rapiti dagli alieni grigi e sottoposti ad esami medici. Sui quattro vennero condotti anche test psichiatrici e furono trovati mentalmente stabili; essi superarono anche l’esame con il poligrafo. L’avvenimento finì sulla stampa e i quattro divennero famosi. All’evento furono dedicati un libro scritto da Fowler e un episodio del programma televisivo Unsolved Misteries. 
Gli scettici hanno trovato nell’episodio alcuni elementi sospetti, quali: la circostanza che Jim fosse a conoscenza dei lavori di John Mack sui rapimenti alieni; il fatto che, essendo artista, Jim abbia poi realizzato quadri sul presunto rapimento traendo vantaggi dalla notorietà raggiunta; la perfetta concordanza dei racconti sull’evento da parte di tutti e quattro i protagonisti durante l’ipnosi regressiva. Su quest’ultimo punto, è stata ipotizzato per gli altri tre protagonisti un fenomeno di suggestione psicologica. 
Nel 2016 uno dei protagonisti, Charles Rak, in occasione del quarantesimo anniversario dell’evento ha dichiarato in un’intervista che lui e i suoi compagni videro in cielo strane luci durante il campeggio, ma che la storia del rapimento era stata inventata per ottenere notorietà e vantaggi economici. Gli altri protagonisti lo hanno smentito, ribadendo la veridicità della storia; inoltre hanno negato di avere fatto uso di droghe durante il campeggio, ipotesi avanzata da alcuni.